# هارالد الأشقر
هارالد الأشقر (بالشمالية القديمة: Haraldr Hárfagri، بالنرويجية: Harald Hårfagre) ملكٌ نرويجي، عاشَ بين حوالي 850م - حوالي 932م، يذكره مؤرخو العصور الوسطى كأول ملك على النرويج. حكم بين حوالي 870م إلى 930م؛ وذلك وفقاً للتقايد الحالية في آيسلندا والنرويج والتي تعود إلى القرنين الثانية عشر والثالثة عشر. لا تزال معظم تفاصيل حياته غير مؤكدة؛ لأن الكتابات عن حياته الموجودة كُتبت بعد حياته بثلاثة قرون. توجد بقايا قصائد قليلة تُنسب إلى شعراءٍ معاصرين تبدو أنها تشير إلى انتصارات هارالد على أعدائه في النرويج. تتعارض المعلومات الواردة في القصائد مع الحكايا في الملاحم بطريقة نقلهن، وتختلف غالباً الملاحم نفسها على تفاصيل خلفيته وسيرة حياته. خَلَفَهُ في الحكم اثنين من أبنائه، وهما: إريك الأول، وهاكون الطيب.
المصادر المبكرة الوحيدة التي تذكره هما قصيدتين هارالدسكفيذي وغليمدرابا، واللتان تُنسبان إلى ثوربيورن هوركلوفي أو (في حالة القصيدة الأولى) إلى ثيوذولفر من هفينير. تم الحفاظ على القصيدة الأولى فقط في شظايا ملاحم الملوك التي ترجع إلى القرن الثالثة عشر. وهي تصف الحياة في مجلس هارالد، وتذكر أنه تزوج من فتاة دنماركية، وأنه انتصر في معركة هافسفيورد. تذكر القصيدة الثانية سلسلة من المعارك التي انتصر هارالد فيها.
حياته موصوفة في العديد من ملاحم الملوك، ولا واحدة منهن تسبق القرن الثاني عشر. تقاريرها عن هارالد وحياته تختلف في نقاطٍ عدة، وبعض المحتويات قد تكون غير مؤكدة؛ لكن من الواضح أن في القرنين الثاني عشر واثالثة شعر اعتبر هارالد هو من قام بتوحيد النرويج في مملكةٍ واحدة. افترض بعض المؤرخين الحديثين أن حكمه اقتصر على المناطق الساحلية في جنوب النرويج على الرغم منعدم وجود دلائل معاصر لتدعم ادعاءاتهم ولا أي شيء يتعلق بحياة هارالد.

## الوصف في الملاحم
في ملحمة هارالد الأشقر في كتاب هيمسكرينغلا، وهي الأكثر تفصيلاً مع أنها ليست الأقدم أو المصدر الأكثر موثوقية عن حياة هارالد، تذكر أنه بعد وفاة والده هالفدان الأسود نجح بالسيطرة على ممالك صغيرة ومتناثرة إلى حدٍ ما في فستفولد، والتي كانت بين يدي والده بالغزو أو بالتوريث. كان غوثورم أخ والدته الوصيَّ على عرشه.
يعتبر توحيد النرويج نوعاً ما قصة عاطفية. تبدأ القصة بطلب يد غيدا بنت إريك ملك هوردالاند، والتي رفضت وسخرت منه. وقالت أنها رفضت أن تتزوج هارالد «قبل أن يصبح ملكاً على كل النرويج». ونتيجةً لذلك نَذَرَ هارالد أن لا يقص أو يمشط شعره قبل أن يُصبح ملكاً وحيداً على النرويج، وعندما أصبحت لديه الحجة لتشذيب شعره بعد عشر سنوات، قرر أن يستبدل لقبه «ذو الشعر الكث» أو «ذو الشعر المجعد» باللقب الذي يُعرف به دائماً.
في سنة 866 م بدأ هارالد أو سلسلة غزوات على العديد من الممالك الضئيلة التي تشكل كل النرويج، متضمنةً فارملاند في السويد التي أقسمت أن توالي الملك السويد إريك إيموندسون. في 872، بعد النصر الكبير في هافسفيور بالقرب من ستافانغر، وجد هارالد نفسه على سائر البلاد (النرويج)، يحكم من مجلسه حديقة الملك في آفالدسنس وآلريكستاد. كانت مملكته عرضةً للخطر، حيث فر خصومه واتخذوا ملجأً، ليس فقط في آيسلندا التي كانت قد اكتشفت لتوها آنذاك؛ ولكن أيضاً في جزر أوركني، وجزر شتلاند، وهبرديس، وجزر فارو، والبر الشمالي الأوروبي. مغادرة خصومه لم تكن طواعيةً تماماً. شكل شيوخ القبائل النرويجية الأغنياء والمُقدرين عند قبائلهم خطراً على هارالد، ونتيجةً لذلك تعرضوا لكثير من المضايقات من هارالد، مما دفعهم لإخلاء الأرض. على الأقل، أُجبر هارالد على القيام بحملةٍ إلى الغرب، لينظف الجزر والبر الإسكتلاندي حيث حاول أن يختفي بعض الفايكنغ هناك.
إيسلندينغبوك أقدم المصادر السردية التي ذكرت هارالد والذي يرجع إلى القرن الثاني عشر يذكر أن آيسلندا استوطنت خلال فترة حياته. وهكذا يُصور هارالد بأن السبب الرئيسي لاستيطان آيسلندا وما وراءها من قبل الشماليين. استوطنت آيسلندا من قبل ساخطين من النرويج، استاؤوا من مطالبة هارالد بالضرائب على الأراضي، حيث يظهر أصحابها أنهم حازوا عليها سابقاً بملكيةٍ مطلفة.